# David Miscavige
David Miscavige (Filadelfia, 30 aprile 1960) è l'attuale leader di Scientology, divenuto tale dopo la morte del suo fondatore L. Ron Hubbard nel 1986.

## Biografia
David Miscavige nasce a Filadelfia nel 1960 ed è il più giovane di quattro fratelli. La famiglia, di origini polacche e italiane, apparteneva alla Chiesa cattolica. Sua sorella è Denise Miscavige Gentile, che nel 2002 diventa dirigente della Clearwater, azienda con sede in Florida.
Da bambino Miscavige soffriva d'asma e gravi allergie che gli preclusero la partecipazione alle attività sportive. Durante questo periodo suo padre si avvicinò alla Chiesa di Scientology e decise di curare il figlio secondo i metodi promossi dalla Chiesa. Secondo i due le sedute di Dianetics, della durata di 45 minuti l'una, sarebbero riuscite nell'intento di curare tutti i disturbi dell'allora ragazzo. La famiglia rimase così colpita dalla guarigione che decise di trasferirsi nel quartier generale di Scientology a Saint Hill Manor, in Inghilterra.

### Le prime attività in Scientology
David Miscavige entrò a far parte di Scientology nel 1971. Nel 1976 lasciò la scuola superiore per unirsi alla Sea Organization, una congregazione di fedeli della Chiesa fondata nel 1967 da L. Ron Hubbard. Miscavige diviene in seguito membro dei "Messaggeri del Commodoro" e presidente dell'RTC (Religious Technology Center), struttura fondata dopo lo scandalo del Guardian Office negli anni settanta episodio anche chiamato Operazione Freakout. Nel 1977 lavora a diretto contatto con il fondatore della Chiesa nel corso delle riprese di alcuni video-guida per la dottrina di Scientology.

### L'ascesa alla leadership
Miscavige, dal 1977, cresce a stretto contatto col fondatore, del quale prende il posto alla morte, sopravvenuta per infarto nel 1986. Da tutti ritenuto il naturale successore di Hubbard, ne continua la leadership e riesce nel 1993 a far ottenere a Scientology lo status di religione - fino ad allora non accordato - e ad avere quegli sgravi fiscali che permettono alla chiesa di non dover versare circa un miliardo di dollari allo stato. Dopo numerose richieste di riconoscimento mai accordate, Scientology fece appello a tutti gli adepti affinché intentassero cause legali persino agli impiegati dell'IRS e al Governo degli Stati Uniti a scopo intimidatorio; in seguito a ciò riuscì effettivamente ad avere il riconoscimento. Da molti ex appartenenti alla setta Miscavige è presentato come un paranoico, convinto di trovarsi circondato da traditori e che non disdegna le percosse fisiche al fine di testare la fedeltà dei suoi seguaci.
Miscavige è il Presidente del Consiglio di Amministrazione del Religious Technology Center (RTC), la società detentore dei marchi d'impresa di Dianetics e Scientology, il cui scopo è “salvaguardare l'adeguato uso dei marchi commerciali, proteggere il pubblico e assicurarsi che la potente tecnologia di Dianetics e Scientology rimanga in buone mani e venga usata correttamente”. Solo alle organizzazioni autorizzate, sotto l'autorità di RTC, viene permesso di amministrare i servizi di Dianetics e Scientology. Tutta la dirigenza del Religious Technology Center è composta da personale della Sea Organization.
Nonostante il Religious Technology Center sia una società separata dalla chiesa di Scientology, Miscavige è ufficialmente descritto come il "capo ecclesiastico della religione Scientology". Nel gennaio del 2008 alla domanda se Tom Cruise fosse il vice capo di Scientology, Elliot Abelson, consigliere generale di Scientology disse che "l'unica persona che guida la chiesa e decide le policy è David Miscavige". Egli inoltre controlla l'applicazione della procedure di Scientology attraverso le affiliate Narconon, Criminon and Applied Scholastics che se pur formalmente separate dalla chiesa operano sotto licenza di RTC.
Nel 2015 esce il documentario Going Clear - Scientology e la prigione della fede di Alex Gibney, che racconta l'ascesa, la svolta e la gestione di Scientology da parte di Miscavige, mettendo in evidenza il suo rapporto con Tom Cruise, attraverso immagini e testimonianze dirette di persone espulse o allontanate dalla Chiesa di Scientology.